# Rock or Bust
Rock or Bust er AC/DC's seneste album, udgivet 28. november 2014, på LP og CD. Den nye rytmeguitarist Stevie Young medvirker på dette album. Han afløser sin onkel  Malcolm Young, som blev hårdt ramt af demens.
Nummerliste:
Alle sange er skrevet af Angus Young og Malcolm Young.
1. Rock or Bust
2. Play Ball
3. Rock the Blues Away
4. Miss Adventure
5. Dogs of War
6. Got some Rock & Roll Thunder
7. Hard Times
8. Baptism by Fire
9. Rock the House
10. Sweet Candy
11. Emission Control